# Reserva Forestal Fortuna
Het Reserva Forestal Fortuna is een natuurreservaat in Panama. Het reservaat is 19.500 hectare groot en ligt in de westelijke provincie Chiriquí.

## Geschiedenis
Op 21 september 1976 werd Fortuna uitgeroepen tot reservaat. In 2001 werd een overeenkomst gesloten met het Smithsonian Tropical Research Institute en sindsdien vinden in het reservaat diverse wetenschappelijke studies plaats, zoals naar verdwijnende amfibiepopulaties en de invloed van klimaatsveranderingen op epifyten.

## Beschrijving
Het Reserva Forestal Fortuna ligt in de oostelijke uitlopers van de Cordillera de Talamanca nabij de overgang naar de Serranía del Tabasará. Het reservaat beslaat bergbossen en nevelwouden met een van oorsprong vulkanische bodem. De Cerro Chorcha is met 2.213 meter boven zeeniveau het hoogste punt van het Reserva Forestal Fortuna. Jaarlijks valt meer dan 4.000 millimeter regen in het reservaat. De gemiddelde temperatuur bedraagt 20° C met een minimum van 10° C en een maximum van 27° C gedurende een dag. Door middel van een stuwdam wordt hydro-elektriciteit opgewerkt in het reservaat.

## Fauna
Het Reserva Forestal Fortuna heeft het hoogste aantal endemische soorten van alle beschermde gebieden in Panama. Met name de diversiteit aan amfibieën is groot. Tot de vogelsoorten in het reservaat behoren onder meer de quetzal, soldatenara en toekans. Naast kleine zoogdieren komt ook de jaguar voor in Reserva Forestal Fortuna.